# FAM213B
FAM213B (англ. Family with sequence similarity 213 member B) – білок, який кодується однойменним геном, розташованим у людей на 1-й хромосомі. Довжина поліпептидного ланцюга білка становить 198 амінокислот, а молекулярна маса — 21 223.
| 10         |  | 20         |  | 30         |  | 40         |  | 50         |
| ---------- |  | ---------- |  | ---------- |  | ---------- |  | ---------- |
| MSTVDLARVG |  | ACILKHAVTG |  | EAVELRSLWR |  | EHACVVAGLR |  | RFGCVVCRWI |
| AQDLSSLAGL |  | LDQHGVRLVG |  | VGPEALGLQE |  | FLDGDYFAGE |  | LYLDESKQLY |
| KELGFKRYNS |  | LSILPAALGK |  | PVRDVAAKAK |  | AVGIQGNLSG |  | DLLQSGGLLV |
| VSKGGDKVLL |  | HFVQKSPGDY |  | VPKEHILQVL |  | GISAEVCASD |  | PPQCDREV   |

A: Аланін

C: Цистеїн

D: Аспарагінова кислота

E: Глутамінова кислота

F: Фенілаланін

G: Гліцин

H: Гістидин

I: Ізолейцин

K: Лізин

L: Лейцин

M: Метіонін

N: Аспарагін

P: Пролін

Q: Глутамін

R: Аргінін

S: Серин

T: Треонін

V: Валін

W: Триптофан

Кодований геном білок за функціями належить до оксидоредуктаз, фосфопротеїнів. 
Задіяний у таких біологічних процесах, як метаболізм жирних кислот, метаболізм ліпідів, біосинтез жирних кислот, біосинтез ліпідів, біосинтез простагландинів, метаболізм простагландинів, альтернативний сплайсинг. 
Білок має сайт для зв'язування з НАДФ. 
Локалізований у цитоплазмі.